# Пирамида на краю света
«Пирамида на краю света» (англ. The Pyramid at the End of the World) — седьмая серия десятого сезона британского научно-фантастического телесериала «Доктор Кто». Премьера серии состоялась 27 мая 2017 года на канале BBC One.

## Синопсис
Посреди зоны военных действий, где вот-вот сойдутся в борьбе войска Китая, России и Америки, расположилась пятитысячелетняя пирамида. В связи с этим всплывает множество затруднений, но Доктора больше всего интересует лишь одно: ещё вчера никакой пирамиды там и в помине не было. Доктору, Билл и Нардолу приходится столкнуться с инопланетным вторжением, подобного которому ещё не бывало, ведь этим пришельцам необходимо согласие человечества, чтобы начать завоевание.

## Сюжет
Посреди спорной территории государства Турмезистан, где расположились армии Китая, России и Америки, возникла пятитысячелетняя пирамида, которой на этом месте не было ещё вчера. Генеральный секретарь ООН обращается за помощью к Доктору как к президенту Земли. 
Из-за вмешательства Монахов, которые заняли пирамиду, каждые часы в мире стали показывать обратный отчёт до полуночи, словно Часы Судного дня. Доктор призывает военнокомандующих провести скоординированную атаку на Монахов, чтобы продемонстрировать им свою силу, однако те легко её отражают. Тогда Доктор, Билл и Нардол вместе с военными лидерами идут на переговоры с Монахами. Пришельцы посредством компьютерных симуляций показывают, что через год на Земле не останется жизни. Они предлагают человечеству свою помощь в предотвращении надвигающейся глобальной катастрофы, но только если оно примет её добровольно. Доктор предупреждает, что такое согласие имеет неизвестные, но далеко идущие последствия. Генеральный секретарь предлагает своё согласие, но Монахи превращают его в пыль, поскольку он действовал из страха, а не любви.
Доктор приходит к выводу, что пришельцы хотят заставить их ошибочно поверить в неизбежность военной катастрофы, и предполагает, что угроза на самом деле имеет биологическое происхождение. Вместе с Нардолом они находят несколько лабораторий, проводящих исследования бактерий, и на некоторое время отключают их системы внутреннего наблюдения с целью выяснить, за какой именно из них следят Монахи. Оставив Билл, Доктор и Нардол на ТАРДИС отправляются в нужную лабораторию.
Ряд незначительных событий приводит к тому, что двое учёных случайно создают бактерию, способную уничтожить все живые организмы, которая вот-вот попадёт в атмосферу. Приземляется ТАРДИС, однако Доктор отсылает Нардола обратно внутрь в целях безопасности, не подозревая, что тот уже успел заразиться. Пытаясь переместить машину времени в другое место, Нардол теряет сознание. В это время главнокомандующие предлагают Монахам свою капитуляцию. Пришельцы так же превращают людей в пыль, потому что те действовали стратегически, а в живых остаётся только Билл. Доктору с помощью одной из учёных, Эрики, удаётся создать самодельную бомбу, чтобы уничтожить лабораторию, таким образом простерилизовав бактерию. Однако Повелитель Времени не может покинуть помещение, поскольку не видит комбинацию на замке. Его звуковая отвёртка на замок не действует, а Нардол вне досягаемости, и тогда Доктор вынужден известить обо всём Билл и признаться ей, что он слепой.
Билл от имени Доктора просит Монахов вернуть Повелителю Времени зрение и предлагает своё согласие. Те принимают предложение, поскольку она действует из любви к Доктору. К Повелителю Времени возвращается зрение, и ему удаётся выбраться из лаборатории, а Монахи заявляют, что отныне контроль над Землёй принадлежит им.

## Связь с другими сериями
Доктор был назначен президентом мира в случае чрезвычайных ситуаций в серии «Смерть на небесах». Вымышленное государство Турмезистан впервые появилось в эпизоде «Вторжение зайгонов».

## Внешние отсылки
Символические Часы Судного дня, о которых рассказывает Доктор, существуют на самом деле. Трое главнокомандующих соглашаются «дать миру шанс», как гласит одноимённая песня группы Plastic Ono Band. Обращаясь к Эрике, Доктор восклицает: «Боже мой, до неё дошло!», что является цитатой из мюзикла «Моя прекрасная леди».

## Производство
Вместе с эпизодом «Экстремис» серия вошла в пятый съёмочный блок. Съёмки проходили с 28 ноября 2016 года по 17 января 2017 года. Для съёмок внешних сцен команда сериала посетила остров Тенерифе в Испании.
Из эпизода была вырезана часть диалога в знак уважения к жертвам террористической атаки в Манчестере.